# Angeles Bermudez Svankvist
Angeles Bermudez Svankvist, tidigare Bermudez Granlund, född 2 juli 1963 i Spanien, död 22 juli 2025 i Husby-Ärlinghundra och Odensala distrikt i Sigtuna kommun, Stockholms län, var en svensk tandläkare och ämbetsman. Hon var generaldirektör för Arbetsförmedlingen 2008–2013.

## Biografi
Bermudez Svankvist är uppvuxen på Mallorca, där hon gick i svensk skola. Hennes far är spanjor och modern svensk. Vid 16 års ålder flyttade familjen till Sverige och Alby utanför Stockholm. Hon utbildade sig till tandläkare och har haft flera chefsbefattningar inom Stockholms läns landsting, bland annat som vd för S:t Eriks ögonsjukhus i Stockholm och för Folktandvården i Stockholms län samt varit tandvårdsdirektör i Uppsala län. Hon har även haft styrelseuppdrag i bland annat Röda korsets centralstyrelse och Företagarnas Riksorganisation. Bermudez Svankvist har ofta uppmärksammats för sin ledarstil och utsågs till årets chef av tidningen Chef 1999 och till årets myndighetschef av Veckans Affärer 2009.
Hon var från september 2008 till augusti 2013 generaldirektör och chef för Arbetsförmedlingen. Den 26 juni 2012 valdes hon i Seoul i Sydkorea som första kvinna till ordförande för den världsomspännande organisationen för arbetsmarknadsmyndigheter, World Association of Public Employment Services (Wapes). Hon utsågs också av regeringen till ledamot i den e-delegation som tillsattes 26 mars 2009 samt till ledamot i insynsrådet för Försvarsmakten som regeringen tillsatte 4 oktober 2012.
Bermudez Svankvist skildes från sitt uppdrag som generaldirektör för Arbetsförmedlingen den 25 augusti 2013, efter att styrelsen för Arbetsförmedlingen några dagar tidigare hade deklarerat att de inte längre hade förtroende för henne. Från september 2013 till augusti 2014 var hon generaldirektör på regeringskansliet med uppdrag att genomföra en internationell konferens inom ämnet islamofobi. Hon arbetade på Migrationsverket från mars 2016 till april 2017 som verksamhetsutvecklare för organiserad sysselsättning för asylsökande.
Från år 2017 arbetade Bermudez Svankvist som tandläkare inom Folktandvården i Uppsala.